# Église de la Dormition d'Aksaï
Pour les articles homonymes, voir Église de la Dormition.
L’église de la Dormition de la Très Sainte Mère de Dieu (en russe : Церковь Успения Пресвятой Богородицы) est une église orthodoxe d’Aksaï, dans l’oblast de Rostov. Construite de 1822 à 1825, elle dépend de l’éparchie de Rostov et Novotcherkassk.

## Histoire
Le 15 septembre 1822 l’ataman Alexeï Ilovaïski pose, avec la bénédiction de l’archevêque de Voronej et Tcherkassk, la première pierre de l’église. La construction est achevée en 1825. L’église à une forme de croix latine et est flanqué d’un clocher à trois niveaux haut de 22 m. En 1837 l’iconostase initiale est remplacée par une iconostase plus riche avec des dons des paroissiens.
L’église est fermée par les autorités dans les années 1930, après la guerre le bâtiment sert d’atelier de réparation de machines agricoles. En 1995 une partie de l’église est mise à la disposition des croyants et le 28 août 1995 les services religieux reprennent. La coupole est reconstruite en 1998.